# 叶胥朝
叶胥朝（1907年—1992年7月24日），男，江苏如东人，中华人民共和国政治人物，中共江苏省委统战部副部长、江苏省政协副主席、江苏省人大常委会副主任，中共八大代表，第四、五届全国政协委员。